# الحزب الليبرالي السويسري
الحزب الليبرالي السويسري (بالألمانية Librale Partei der Schweiz) كان حزباً ذا توجه اقتصادي ليبرالي. وعرف أيضاً بحزب الطبقة العليا.
اندمج في 1 يناير 2009 مع الحزب الديمقراطي الحر ليكونا الحزب الليبرالي الراديكالي السويسري.